# Lisa Karcić
Lisa Karčić, née le 11 novembre 1986 à New York, aux États-Unis, est une joueuse croate de basket-ball. Elle évolue au poste d'ailier fort.

## Biographie
Internationale croate, elle dispute le Championnat d'Europe 2011 puis les Jeux olympiques 2012, mais est absente de l'Euro 2013. Après deux saisons en Espagne, d'abord à CD Zamarat pour 7,7 points et 4,5 rebonds puis à Irun avec 8,6 points et 5,4 rebonds de moyenne, elle signe avec ŽKK Novi Zagreb avec lequel elle dispute l'Euroligue 2013-2014.

## Clubs
- ?-2004 :  New Hyde Park High School
- 2005–2009 :  Wildcats de Villanova
- 2009–2010 :  Chypre AEL Limassol
- 2009–2010 :  Porto Rico Leones Ponce
- 2010–2011 :  Keravan
- 2010–2011 :  Keflavík
- 2011–2012 :  Caja Rural CD Zamarat
- 2012–2013 :  Hondarribia-Irún
- 2013–2014 :  ŽKK Novi Zagreb